# Solanum edinense
Solanum edinense är en potatisväxtart som beskrevs av Berthault. Solanum edinense ingår i släktet skattor som ingår i familjen potatisväxter. Inga underarter finns listade i Catalogue of Life.